# Radouchne
Radouchne (en ukrainien : Радушне) ou Radouchnoïe (en russe : Радушное) est une commune urbaine de l'oblast de Dnipropetrovsk, en Ukraine. Sa population s'élevait à 3 809 habitants en 2013.

## Géographie
Radouchne se trouve à 20 km au sud-est du centre de Kryvyï Rih, à 130 km au sud-ouest de Dnipro et à 363 km au sud-est de Kiev.

## Histoire
L'origine du village de Radouchne remonte à la construction d'une gare ferroviaire en 1878, mais la fondation du village date officiellement de 1930. Il accéda au statut de commune ukraine en 1958.

## Population
Recensements (*) ou estimations de la population :
| 1959* | 1970* | 1979* | 1989* | 2001* |
| ----- | ----- | ----- | ----- | ----- |
| 2 000 | 3 253 | 3 133 | 3 088 | 3 366 |

| 2009  | 2010  | 2011  | 2012  | 2013  |
| ----- | ----- | ----- | ----- | ----- |
| 3 702 | 3 745 | 3 765 | 3 789 | 3 809 |

## Économie
Radouchne se trouve à une dizaine de kilomètres au sud-ouest de l'énorme complexe sidérurgique ArcelorMittal Kryvyï Rih (en ukrainien : АрселорМіттал Кривий Ріг), anciennement Kryvorijstal (Криворіжсталь), qui est une des plus importantes usines sidérurgiques d'Europe. Au sud de l'usine se trouvent également de très importantes mines de fer.